# Fashion Week Mexico
La Semana de la Moda de México, en inglés conocida como Fashion Week Mexico y oficialmente llamada como Mercedes-Benz DFashion (MBDF), es un evento semi anual de la semana de la moda celebrada en la Ciudad de México.
Sus inicios comenzaron cuando Rock Entertaiment tenía a su nombre el FWM y su fractura dio para lo que hoy se conoce como el FWM-MB

## Locación
El Mercedes-Benz Fashion ha sido presentado en diferentes locaciones desde su inicio en el 2007:
| Edición                  | Año  | Lugar          |
| ------------------------ | ---- | -------------- |
| Primavera/Verano 2008    | 2007 | Antara Polanco |
| Otoño/Invierno 2008-2009 | 2008 | Antara Polanco |
| Primavera/Verano 2009    | 2008 | Antara Polanco |
| Otoño/Invierno 2009-2010 | 2009 | Antara Polanco |
| Primavera/Verano 2010    | 2009 | Antara Polanco |
| Otoño/Invierno 2010-2011 | 2010 | Campo Marte    |
| Primavera/Verano 2011    | 2010 | Campo Marte    |
| Otoño/Invierno 2011      | 2011 | Campo Marte    |